# Sphaeropoeus magnus
Sphaeropoeus magnus är en mångfotingart som beskrevs av Chamberlin 1921. Sphaeropoeus magnus ingår i släktet Sphaeropoeus och familjen Zephroniidae. Inga underarter finns listade i Catalogue of Life.